# Arruí
L'arruí o be de Barbaria (Ammotragus lervia) és un bòvid de la subfamília Caprinae, de la qual s'han descrit sis subespècies diferents. És natiu de les zones rocoses del Sàhara i el Magreb, però ha estat introduït a Nord-amèrica, el sud d'Europa i altres llocs. També se l'anomena mufló de l'Atles.
Els mascles de l'espècie solen tenir una longitud de 165 cm, amb un pes de fins a 145 kg. El seu pelatge de color rogenc és molt curt, a excepció de la cua i la seva densa barba. Ambdós sexes presenten aquesta barba i banyes corbes, tot i que les banyes dels mascles acostumen a ser una mica més llargues. El be de Barbaria es mostra més actiu en les hores més fresques del dia, i es mou en solitari o petits grups. Té un pas realment segur tant en terrenys lliscants com rocosos. La seva dieta està composta per líquens, herbes i arbusts. L'aparellament pot produir-se en qualsevol època de l'any; el més freqüent és entre els mesos de setembre i novembre. Després de 160 dies de gestació, la femella acostuma a donar a llum tan sols una cria, l'esperança de vida de la qual és d'uns 20 anys.

## Distribució
La seva distribució anteriorment era extensa en terrenys accidentats i muntanyosos deserts i semi-deserts dels boscos oberts al nord d'Àfrica, on es distribueix des del Marroc i el Sàhara Occidental fins a Egipte i Sudan.
Actualment s'han descrit sis subespècies, principalment segons la seva distribució:
- Ammotragus Lervia Lervia Pallas, 1777. Distribuïda al Marroc, al nord d'Algèria i Tunísia. S'han presentat exemplars d'aquesta subespècie a Espanya.[4][5]
- Ammotragus lervia ornata I. Geoffrey Saint-Hilaire, 1827. Anteriorment bastant estès a tot el desert oriental i occidental d'Egipte. Es pensava que estava extint. No obstant això, es va informar de la seva presència en el desert occidental d'Egipte.[4][5]
- Ammotragus lervia sahariensis Rothschild, 1913. Àmpliament distribuït al Sàhara Occidental.[4][5]
- Ammotragus lervia blainei Rothschild, 1913. Situat només al nord-oest del Sudan.[4][5]
- Ammotragus lervia angusi Rothschild, 1921. Trobat a Mali, Algèria, el Níger i Txad.[4][5]
- Ammotragus lervia fassini Lepri, 1930. Trobada només al sud de Tunísia i a Líbia[4][5]

A més, s'han introduït arruïns al sud-est d'Espanya, al sud-oest dels Estats Units, Hawaii, Mèxic i algunes parts d'Àfrica.
Va ser introduït a Espanya el 1970, més específicament al Parc Regional Sierra Espuña de Múrcia, i ara s'ha estès a Alacant, Almeria i Granada. El nucli inicial es va formar el 1970 amb exemplars procedents dels zoològics de Casablanca i Frankfurt que es van anar alliberant fins al 1972, amb l'objectiu de tenir una espècie per caçar (els ungulats autòctons havien pràcticament desaparegut) i millorar l'economia de la zona.

## Descripció
En aparença, és un intermedi entre una ovella i una cabra. És un animal robust, amb potes curtes i una cara llarga. El pelatge, que generalment és de color marró daurat, és de llana durant l'hivern. Tots dos sexes tenen banyes que s'estenen cap enrere i cap a fora en un arc; les del mascle són molt més gruixudes, més llargues i més fortes que les banyes més de la femella. Els mascles també es diferencien de les femelles pel seu pes significativament més elevat (fins al doble que el de les femelles), i els cabells notablement més llargs que pengen de la gola, el pit i la part superior de les potes davanteres. En els mascles, aquesta cabellera de pèls llargs i tous gairebé toca el sòl. La cua curta, que no té pèl a la part inferior, té glàndules odoríferes.
El be de Barbaria té una longitud de 130 a 165 cm i la cua té una longitud de 12 a 25 cm. Els homes pesen entre 100 i 140 kg, mentre que el pes de les femelles és de 40 a 55 kg.

## Reproducció
Es consideren sexualment madurs els mascles de catorze mesos d'edat i les femelles a partir dels nou mesos. El període mitjà de gestació és de 5,5 mesos i el pic de la temporada de naixements es produeix de setembre a novembre, de manera que la temporada de reproducció sol estar centrada a la primavera. Una o dues cries neixen a la vegada, i se situen en un lloc aïllat amb la mare durant els primers dies de vida, abans d'unir-se a la resta del grup. Individus en captivitat han aconseguit assolir els 24 anys.

## Alimentació
La seva dieta està constituïda per líquens, herbes, llavors. fulles d'arbustos i arbres com les acàcies.

## Ecologia del comportament
L'arruí és una espècie gregària. Aquest bovid viu en petits grups de tres a sis individus, que comprenen un únic mascle adult, diverses femelles adultes i la seva descendència. Alguns d'aquests grups es poden congregar formant festes de fins a 20 individus. Els mascles adults han de guanyar la seva posició com a cap del grup a través d'exhibicions d'intimidació, del seu cabell i les lluites entre els homes.
L'arruí s'alimenta principalment al vespre, a l'alba i durant la nit. Mitjançant l'alimentació nocturna, que és quan les plantes acumulen humitat de l'atmosfera o es troben cobertes de rosada, obtenen aigua, la qual cosa permet sobreviure sense beure aigua durant períodes secs en el seu hàbitat àrid.
Una altra adaptació a aquest terreny sec es pot veure en la reacció dels arruins a les amenaces; amb una manca de vegetació suficient per ocultar-se, els bens de Barbaria romanen immòbils quan es troben sota amenaça, ja que el seu pelatge els permet mimetitzar-se amb el seu entorn.

## Hàbitat
Els bens de Barbaria es troben en el regions àrides i muntanyoses. Dins d'aquest terreny rocós i irregular, l'arruí selecciona zones on hi ha ombra, sia coves, voltes rocoses o arbres, als quals es pot retirar durant les hores més calentes del dia.

## Estat i conservació

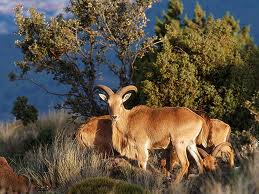
Be de Barbaria al seu hàbitat

A l'Àfrica, aquesta espècie està en perill d'extinció degut a la degradació de l'hàbitat, causada per la ràpida desertificació, i la forta competència per l'aigua i els aliments amb el bestiar domèstic.
Es classifica com a Vulnerable (VU) a la Llista Vermella de la UICN i figura a l'Annex II de la CITES.
Mentre que els bens de Barbaria estan protegits per llei, la manca d'aplicació d'aquestes lleis és un problema greu per a la conservació d'aquesta espècie. De fet, desafortunadament la majoria dels països en què es troben els bens de Barbaria tenen pocs recursos econòmics disponibles per a conservar aquests animals.
D'altra banda, s'ha introduït a molts països, Espanya entre ells, on hi ha poblacions on es van distribuir fins al punt de convertir-se en una amenaça per al medi ambient i les espècies autòctones. El mufló de l'Atles, de fet, figura a la llista espanyola d'espècies exòtiques invasores. Tot i que actualment s'està discutint la seva exclusió d'aquesta.

## Introducció a Espanya
La introducció d'aquesta espècie en 1970 s'enquadra dins de la demanda de noves espècies cinegètiques de caça major, corrent generalitzat en diversos països europeus des de mitjans del segle xx. Els principals ungulats introduïts en aquesta època a Espanya van ser l'arruí i el mufló.
La introducció de l'arruí es va fer inicialment en el Parc Natural de Serra Espuña, a la regió de Múrcia, a partir d'exemplars reclosos al Zoo de Casablanca i el Zoo de Frankfurt del Main. L'abundància de menjar, l'absència de depredadors i la seva alta taxa de natalitat van determinar la seva ràpida expansió en molt poc temps. Actualment a la mateixa regió el trobem a més en la veïna serra del Cambrón, i la serra del Gegant (propera a Lorca).
A causa del seu potencial colonitzador i constituir una amenaça greu per a les espècies autòctones, els hàbitats o els ecosistemes, aquesta espècie ha estat inclosa en el Catàleg espanyol d'espècies exòtiques invasores, aprovat per Reial Decret 630/2013, de 2 d'agost.
La seva presència pel sud-est espanyol i característiques ecològiques el converteixen en un potencial competidor de la cabra salvatge en aquelles zones on entrin en simpatria, encara que no existeixen dades científiques encara que hagin comprovat aquest fet.  Els últims treballs més aviat suggereixen el contrari, és a dir, que la cabra salvatge té més capacitat de colonització i arriba a desplaçar l'arruí en algunes zones del sud-est espanyol. Atés el seu caràcter d'espècie forana, i la rapidesa amb què s'expandeix (cosa que ocorre també als Estats Units, però no a l'Àfrica, on disminueix) l'arruí es caça com a mètode de control.
El arruí també està present dins el territori de la Comunitat Valenciana a les serres més altes de la Marina Baixa, àrea de Xixona (comarca de l'Alacantí), zones serranes de la Foia d'Alcoi i el Comtat, i la serra del Sit (propera a Petrer). Segons sembla, està població prové d'animals fugits de tanques cinegètiques.
A Andalusia trobem poblacions introduïdes de arruí a la serra de María-Los Vélez (Almeria), i a la serra d'Orce (Granada).
Els arruís es van introduir també a la zona nord de la Palma, amb greus conseqüències per a la flora insular autòctona.  Malgrat això, els arruís s'expandeixen veloçment, fins i tot més ràpid encara que a la Península perquè solen moure pel Parc Nacional de la Caldera de Taburiente, on qualsevol tipus de caça està prohibida. Les demandes dels ecologistes i els biòlegs que han estudiat el problema perquè l'espècie sigui traslladada o erradicada de la zona entra en conflicte directe amb els interessos de les associacions de caçadors de l'illa. Això es deu en bona part als ingressos que els caçadors proporcionen quan abaten arruís fora del parc. Així i tot hi ha hagut algun intent d'erradicació autoritzat pel cabildo insular, però l'accidentat i innacesibilidad del terreny van impedir localitzar a tots els exemplars. Avui dia la població de la Palma suma 250 individus que es multipliquen a raó d'un 30%. En temps recents s'ha permès la caça selectiva d'alguns animals al parc per controlar el seu excés de població, objectiu que encara no s'ha aconseguit.